# Imbrasia bamendana
Imbrasia bamendana är en fjärilsart som beskrevs av Schultze 1914. Imbrasia bamendana ingår i släktet Imbrasia och familjen påfågelsspinnare. Inga underarter finns listade i Catalogue of Life.